# Michael J. Bloomfield
Michael John „Bloomer“ Bloomfield (* 16. März 1959 in Flint, Michigan) ist ein ehemaliger US-amerikanischer Astronaut.

## Leben
Michael Bloomfield erhielt 1981 einen Bachelor in Technischer Mechanik von der U.S. Air Force Academy und 1993 einen Master als Wirtschaftsingenieur von der Old Dominion University.
Er durchlief 1983 seine Pilotenausbildung auf der Vance Air Force Base und wurde anschließend bis 1991 als F-15-Kampfpilot und Ausbilder auf verschiedenen Luftwaffenbasen eingesetzt, darunter auch die Bitburg Air Base in Deutschland. 1992 kam Bloomfield zur Testpilotenschule auf die Edwards Air Force Base und flog als Testpilot verschiedene Modelle der F-16.

## Astronautentätigkeit
1994 wurde Bloomfield als Astronautenanwärter von der NASA ausgewählt. Seit März 1995 arbeitete er in verschiedenen Bereichen am Johnson Space Center.

### STS-86
Am 26. September 1997 flog Bloomfield als Pilot mit dem Raumfähre Atlantis zur Raumstation Mir. Ziel der Mission waren die Ablösung des Mir-Besatzungsmitglieds Michael Foale durch David Wolf, ein Außenbordeinsatz (EVA) von Wladimir Titow und Scott E. Parazynski sowie die Versorgung der Raumstation Mir mit Wasser, Ersatzteilen, Experimenten und anderen Gütern.

### STS-97
Sein nächster Flug ins All führte ihn am 1. Dezember 2000 mit der Raumfähre Endeavour zur Internationalen Raumstation (ISS). Die fünfköpfige Crew brachte die Gitterstruktur P6, ausgestattet mit Solarzellenflächen zur Stromerzeugung und Radiatoren zur Kühlung, zur Station. Nach dem Docken wurde das Element aus der Ladebucht des Orbiters genommen und bei drei Ausstiegen mit der Raumstation verbunden. Erst danach wurden die Luken geöffnet und die ISS-Besatzung konnte die Mannschaft der Endeavour begrüßen. Bereits einen Tag später trat der Shuttle die Rückkehr an.

### STS-110
Auf seiner letzten Mission flog Bloomfield am 8. April 2002 als Kommandant der Raumfähre Atlantis ins All. Missionsaufgabe war, das Gitterelement S0 zur Internationalen Raumstation zu bringen und zu montieren. Zudem wurde der Mobile Transporter, der ein Teil des Mobile Servicing Systems ist, zur ISS gebracht. Insgesamt wurden vier EVAs durchgeführt, während die Atlantis mit der ISS verbunden war.

## Nach der NASA
Bloomfield verließ die US-Raumfahrtbehörde im Juli 2007 und nahm kurz darauf eine Position bei Alliant Techsystems an. Derzeit ist er Vizepräsident der Abteilung Constellation Systems und damit verantwortlich für die Entwicklung der Ares-Rakete. Außerdem leitet er die Niederlassung der Firma in Houston (Texas).

## Privates
Michael Bloomfield und seine Frau Lori haben zwei Kinder.